# Hauserovy zásady
Hauserovy zásady, jsou sloučeniny hořčíku používané v organické chemii jako zásady při metalačních reakcích. Objevil je Charles R. Hauser v roce 1947.
Ve srovnání s organolithnými sloučeninami mají více kovalentní a tedy i méně reaktivní vazby kov-ligand. Lze je tak použít se širším spektrem funkčních skupin a vykazují výrazně větší chemoselektivitu.
Hauserovy zásady se většinou používají za pokojové teploty, reakce organolithných činidel probíhají za nízkých teplot, často okolo -78 °C.

## Struktura

### V pevném skupenství
Podobně jako další dimery Grignardových činidel obsahují pevné formy Hauserových zásad odvozených od 2,2,6,6-tetramethylpiperidinu (TMP) a bis(trimethylsilyl)aminu (HMDS) halogenové můstky. Na rozdíl od Grignardových činidel existují také dimerní Hauserovy zásady s amido můstky. Jako můstky mohou sloužit méně objemné amidové ligandy, například Et2N−, Ph3P=N− a iPr2N−.
Při použití mohutnějších skupin na amidových ligandech může dojít k odštěpení halogenu.
|  |  |  |  |  |

### V roztocích
I když je známo hodně o využitelnosti Hauserových zásad, tak jsou málo prozkoumané jejich vlastnosti v roztocích. Předpokládá se, že v etherových roztocích vytvářejí stav podobný Schlenkově rovnováze Grignardových činidel. V roce 2015 bylo zjištěno, že strukturu iPr2NMgCl v roztoku lze nejlépe popsat Schlenkovou rovnováhou:
iPr2NMgCl (A) ⇌ (iPr2N)2Mg (B) + MgCl2
Tato rovnováha je silně závislá na teplotě, kde heteroleptický komplex (A) převažuje při vysokých a homoleptický komplex (B) při nízkých teplotách.
V tetrahydrofuranových roztocích jsou také přítomn dimery obsahující chloridové a amidové můstky, přestože se alkylmagnesiumchloridy v THF nedimerizují. Za nízkých teplot při přebytku MgCl2 vznikají také struktury koordinované s MgCl2.

## Příprava
Hauserovy zásady se připravují reakcemi aminů s Grignardovými činidly.
R2NH + R′MgX → R2NMgX + R′H → X = Cl, Br, I

## Použití
Hauserovy zásady se, podobně jako organolithné sloučeniny a amidy kovů, používají jako metalační činidla.
Rozvoj jejich používání nastal v 80. a 90. letech 20. století. P. E. Eaton se svými spolupracovníky ukázal, že iPr2NMgBr selektivně navazuje hořčík na karboxamidy do polohy ortho.
Později byla popsána využitelnost iPr2NMgX (X = Cl, Br) k selektivním deprotonacím thiofenů (do pozic 2-) a fenylsulfonylovaných indolů.

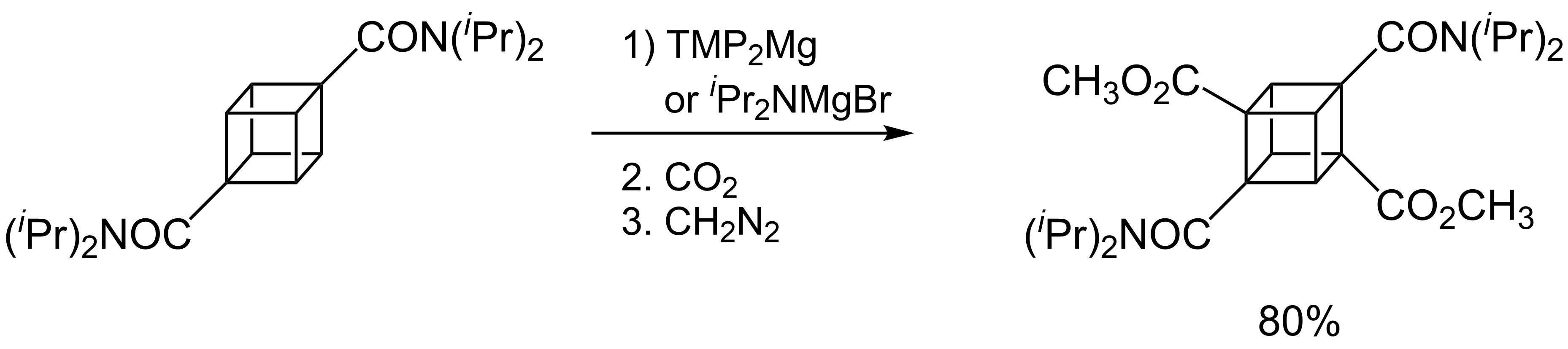
α-magnesiace karboxamidu TMP_{2}Mg nebo iPr_{2}NMgBr následovaná reakcí s CO_{2} a CH_{2}N_{2}

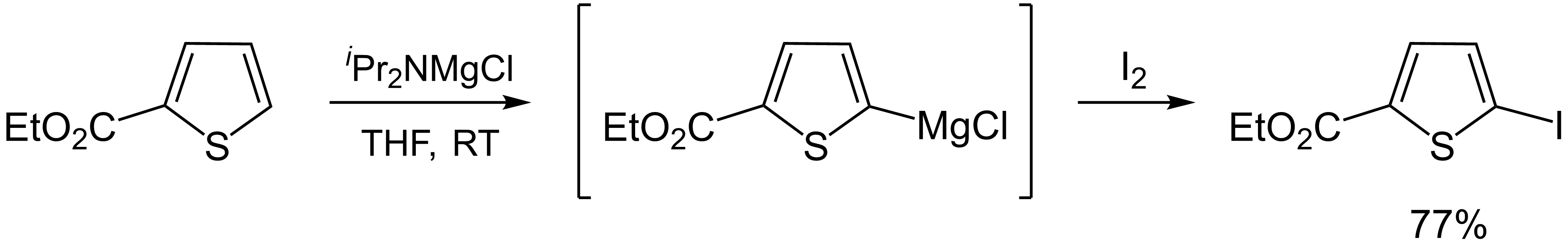
2-karbethoxythiofen byl metalován v poloze ortho pomocí nadbytku iPr_{2}NMgCl. Vzniklý meziprodukt poté reagoval s jodem za vzniku jodthiofenu s 77% výtěžností.

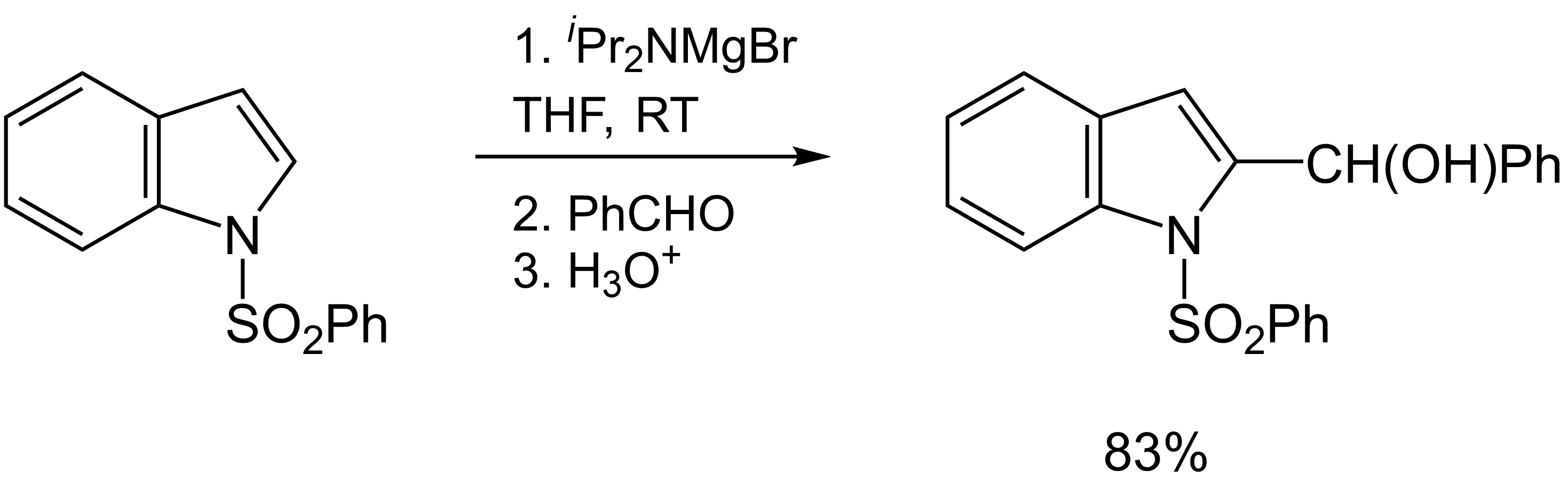
Selektivní magnesiace indolu v poloze ortho následovaná reakcí s benzaldehydem na substituovaný indol s 83% výtěžností

Hauserovy zásady jsou špatně rozpustné v THF a metalace tak probíhají pomalu a je potřeba velký přebytek reaktantu (obvykle 10 ekvivalentů). Tento nedostatek ztěžuje funkcionalizace metalovaných produktů elektrofily.
Lepší rozpustnosti a reaktivity lze dosáhnout přidáním stechiometrického množství chloridu lithného (LiCl). Takto vytvořené turbo-Hauserovy zásady, jako jsou TMPMgCl·LiCl a iPr2NMgCl·LiCl lze i zakoupit; vyznačují se lepší kinetickou zásaditostí, velmi dobrou regioselektivitou a použitelností s mnoha různými aromatickými a heterocyklickými substráty.